# Commentateur de jeux vidéo

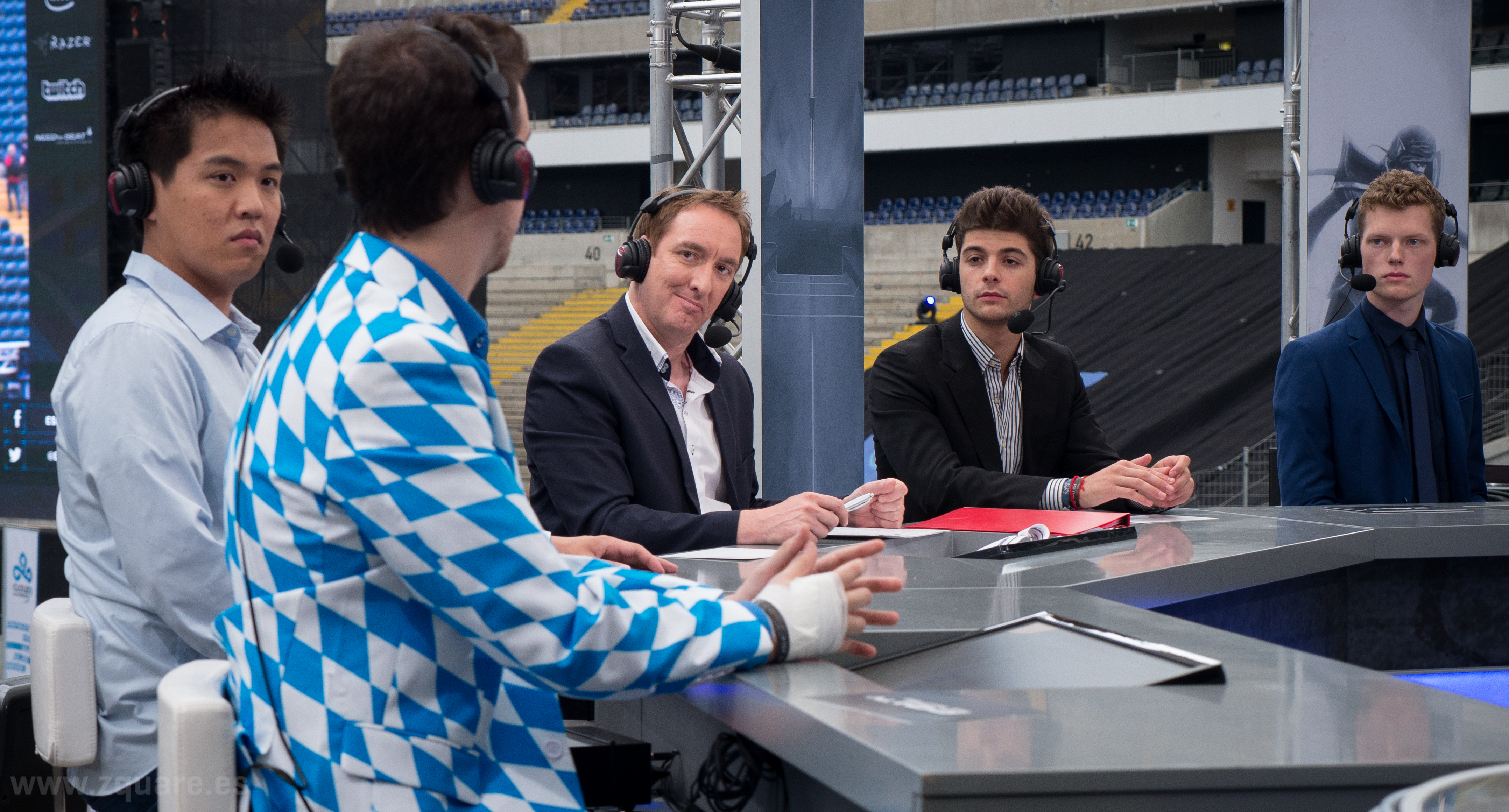
Commentateurs de jeu vidéo fournissant une analyse avant-jeu lors d'un tournoi de Dota 2 à Francfort, Allemagne (2013).

Un commentateur de jeux vidéo est une personne qui exerce une activité similaire au commentateur sportif mais sur des évènements liés aux jeux vidéo.
Il peut s'agir d'un joueur qui explique ses propres actions, d'un consultant spécialisé (ancien joueur) ou bien d'une tierce personne (parfois un journaliste professionnel) qui présente ou analyse une partie à laquelle elle ne participe pas. La fonction tend aujourd'hui à se professionnaliser pour se rapprocher de celle du commentateur sportif dans les compétitions sportives traditionnelles.

## Historique
Les commentateurs de jeux vidéo ont fait leur apparition sur les sites de vidéo ou de streaming comme YouTube, Dailymotion et Twitch. De plus en plus ont maintenant leur propre site internet, dits web-télévisions. Le fait de ne pas être encore à la « vraie » télévision leur permet de prendre encore quelques libertés. Cependant, il est difficile de financer de nouvelles émissions qualitatives, puisque les fabricants de jeux sont plus habitués à ce que les communautés se développent d'elle-même dans un aspect plus simpliste
Pour qu'un jeu vidéo soit intéressant à regarder et commenter, il faut qu'il soit e-sportif : beaucoup jouer et être doté d'une certaine complexité stratégique.
Les revenus des commentateurs sont basés sur la publicité. Il est assez difficile d'en vivre si le public n'est pas assez important, notamment à cause des revenus pour mille personnes (CPM) moins élevés qu'aux États-Unis. Cependant, les commentateurs les plus connus peuvent avoir des revenus extravagants : par exemple, PewDiePie a gagné 4 millions d'euros en 2013.

## Rôle
On peut séparer les commentateur de jeu vidéo en plusieurs catégories en fonction du fait qu'ils jouent ou non au jeu qu'ils commentent et en fonction de la nature live ou enregistrée du contenu diffusé.

### Commentateur sportif de jeux vidéo
Les commentateurs sportifs de jeux vidéo sont chargés de présenter, animer et de commenter les événements e-sport de jeux vidéo. Très similaires aux commentateurs sportifs classiques, ces animateurs fonctionnent généralement par paire.
Le plus souvent un commentateur principal ‘commentateur play-by-play’ est assisté d'un consultant.
Les commentateurs play-by-play sont choisis pour leur réactivité à commenter ainsi que pour l'ambiance qu'ils donnent au show, ils ont donc un rôle de commentateur, présentateur et animateur, les consultants sont quant à eux sélectionnés pour leur connaissance approfondie du jeu et leur expérience en tant que joueur ou coach.
La grande différence entre le commentaire de rencontres sportives et le commentaire de rencontres e-sport vient de la non linéarité des jeux vidéo. En effet chaque mise à jour modifie de manière plus ou moins importante le jeu vidéo et permet ainsi la création de nouvelles stratégies surpassant les stratégies existantes. Le commentateur doit donc constamment se mettre à jour et s'adapter à ce changement.
De plus le commentateur e-sport se doit d'être plus présent que le commentateur sportif, en effet un spectateur néophyte peut être impressionné par la vue d'une performance athlétique alors que dans le jeu vidéo cela est plus compliqué sans une connaissance approfondie du jeu. C'est au commentateur e-sport d’amener le spectateur à constater la performance et il n'y a donc pas de place pour des moments de silence comme c'est le cas dans certains sports, c'est la une deuxième différence fondamentale entre ces deux types de commentateurs.

### Streameur
À la différence des commentateurs sportifs de jeu vidéo, les streameurs sont des joueurs qui diffusent leurs parties en direct sur des sites de streaming tout en les commentant. Pour susciter de l’intérêt et ainsi créer une communauté autour de leurs streams, certains streamers optent pour un contenu divertissant et attractif favorisant l'interaction avec les spectateurs, d'autres préfèrent être pédagogues en se focalisant sur le jeu et en analysant leurs actions et leurs choix afin que les spectateurs puissent apprendre à mieux jouer, et enfin on trouve ceux qui font des Let's Play live et commentés.

### Vidéaste et commentateur de jeu vidéo
Ce sont des vidéastes web, amateurs ou professionnels, qui produisent des Let's Play commentés de jeu vidéo et les publient sur des sites de partages de vidéos tel que YouTube. Si plusieurs se sont consacrés à la réalisation de vidéos qui présente le mieux un jeu vidéo récent en faisant une analyse complète et détaillée du jeu dans son ensemble, d'autres, comme Squeezie, se sont spécialisés dans la production de vidéos commentés mettant en scène des actions comiques et marrantes d'un jeu vidéo.

## Quelques commentateurs
- Pomf et Thud
- Chips et Noi
- Yoan Merlo
- Ken Bogard
- Sean « Day[9] » Plott
- PewDiePie
- TotalBiscuit

## Quelques web-télévisions de commentaires
- Rocket Baguette
- One Trick Production (OTP)
- Millenium TV
- League of Legends Championship Series
- (en) StarCraft 2 World Championship Series